# Талановка (приток Кии)
Талановка — река в Кемеровской области России, левый приток Кии. Впадает в Кию слева в 446 км от устья. Длина реки составляет 30 км. 

## Притоки
- 12 км: Тулунчук (лев)
- 16 км: Горелая (лев)
- 20 км: Казанка (пр)

## Данные водного реестра
По данным государственного водного реестра России относится к Верхнеобскому бассейновому округу, водохозяйственный участок реки — Чулым от города Ачинск до водомерного поста села Зырянское, речной подбассейн реки — Чулым. Речной бассейн реки — (Верхняя) Обь до впадения Иртыша.
Код водного объекта — 13010400212115200018194.